# Vilmos walesi herceg
Vilmos Artúr Fülöp Lajos, angolul: William Arthur Philip Louis (London, 1982. június 21. –) brit királyi herceg, 2022. szeptember 9. óta Wales hercege, 2011 óta Cambridge hercege (Duke of Cambridge), Strathearn grófja és Carrickfergus bárója. III. Károly király és Diána walesi hercegné idősebbik fiaként jelenleg az Egyesült Királyság trónöröklési rendjében az első helyet foglalja el.

## Élete
1982-ben született Károly walesi herceg és Diána walesi hercegné házasságából, a Windsor-ház tagjaként. Szülei 1981-ben házasodtak össze, apja ekkor 32 éves volt, édesanyja 20. Egy öccse született, 1984-ben Harry (Henrik) herceg, ők ketten a brit királyi trónöröklési sorban az első és ötödik helyet foglalják el.
Apai nagyszülei II. Erzsébet királynő és Fülöp edinburgh-i herceg, anyai nagyszülei, Edward John Spencer, Althorp algrófja, és Frances Burke Roche. Szülei 1996-ban elváltak, de a herceg és testvére így is igyekeztek a lehető legtöbb időt tölteni anyjukkal, aki főként szépségéről, természetes bájáról és jótékonykodásairól volt híres. Diána azonban 1997-ben életét vesztette egy autóbalesetben Párizsban, ez fiait, akik rajongásig szerették anyjukat, lelkileg nagyon megviselte. 2005-ben apja ismét megnősült. Hajdani szeretőjét, Camilla Parker-Bowlest vette feleségül, aki már szintén volt házas egyszer, s neki is volt már két gyermeke előző férjétől.
Anyja nyomdokait követve Vilmos herceg is híres humanitárius tevékenységéről, s kellemes, megnyerő természetét sokan Diána hercegnőéhez hasonlítják. Vilmos a skóciai St. Andrews-i Egyetemen szerzett diplomát, majd repülőtiszti kiképzésben részesült, és helikopterpilóta lett.
Életéről 2002-ben film készült, Vilmos herceg címmel, Michael W. Watkins rendezésében és Jordan Frieda főszereplésével. 2010. február 21. óta ő a Brit Film- és Televíziós Akadémia (BAFTA) 5. elnöke.

## Katonai pályafutása
Miután eldöntötte, hogy katonai pályára lép, Vilmos 2005 októberében vett részt egy négynapos kiértékelésen, amelyen képesnek találták arra, hogy tiszti pályára lépjen. 2006 januárjában kezdte meg katonai tanulmányait a Sandhursti Királyi Katonai Akadémián. Miután sikeresen elvégezte a tiszti alapkiképzést, 2006. december 15-én avatták hadnaggyá, a ceremónián részt vett II. Erzsébet királynő és Károly herceg, valamint a királyi család többi tagja is. Öccse példáját követve a Blues and Royals ezredbe lépett be, ahol egy páncélozott felderítő alegység parancsnoka lett.
Vilmos szeretett volna egységével éles bevetésen is részt venni, mivel számos őse is harcolt már korábban: dédnagybátyja, a későbbi VIII. Eduárd az első világháború során Franciaországban szolgált, míg dédnagyapja, a későbbi VI. György tengerésztisztként részt vett a jütlandi csatában, majd pedig a brit légierő kötelékében harcolt Franciaországban. Apai nagyapja, Fülöp edinburgh-i herceg a második világháború alatt szolgált a brit haditengerészetnél, míg nagybátyja András yorki herceg a Falkland-szigeteki háború során helikopterpilótaként szolgált. Azonban a trón várományosaként várható volt, hogy Vilmos és egysége nem lesz nagy veszélyeknek kitéve bármilyen hadszíntéren. Mialatt a döntésre várt, Vilmos elvégezte a Brit Királyi Légierő és a Brit Királyi Haditengerészet tiszti tanfolyamait és mindkettőben megszerezte a hadnagyi rangnak megfelelő rendfokozatot.
Ezt követően Vilmos ideiglenesen átkérte magát a légierőhöz és egy intenzív négy hónapos képzésen vett részt a RAF Cranwell légitámaszponton, majd 2008. április 11-én megkapta pilótaszárnyait, amelyeket apja adott át neki (Károly walesi herceg a királyi légierő főparancsnoka).
Ezt követően Vilmos két hónapos haditengerészeti kiképzésen vett részt, amelynek keretében három hónapot töltött a Britannia Királyi Tengerészeti Kollégiumban, majd pedig a haditengerészet felszíni egységein és tengeralattjáróin, illetve a tengerészgyalogosokkal és a haditengerészeti repülőegységekkel gyakorlatozott. Végül öt hetet töltött a HMS Iron Duke fedélzetén. A küldetés során Vilmos részt vett egy titkos tengeralattjárós kiküldetésben, illetve részt vett egy kisebb hajó elfogásában, amely 40 millió font értékű kokaint szállított és más rajtaütéseken.
Vilmos eredetileg csak hároméves szerződést írt alá, amit azonban 2008 szeptemberében meghosszabbított. 2008 őszén a védelmi minisztériumban és a szárazföldi repülőerőknél szolgált, majd pedig véglegesen átkérte magát a légierőhöz, mivel kutató-mentő helikopter-pilóta szeretett volna lenni.
Vilmos herceg 2009 januárjában került át hivatalosan a légierő állományába, majd megkezdte helikoptervezetői kiképzését a kutató-mentő alakulat (RAF Search and Rescue Force, SARF) kötelékében. 2010 januárjában sikeres helikoptervezetői vizsgát tett a RAF Shawbury légitámaszponton és január 26-án áthelyezték a RAF Valley légitámaszpontra, amely Anglesey szigetén található, hogy kiképezzék a kutató-mentő alakulat által használt Westland Sea King típusú helikopter vezetésére. 2010. szeptember 17-én szerezte meg a képesítését erre a típusra. Vilmos herceg ezt követően is Anglesey-n maradt, ahol várhatóan 30-36 hónapot fog tölteni, kezdetben másodpilótaként, a kutató-mentő alakulat tagjaként.
2011 novemberében részt vett egy éles kutató-mentő bevetésen, amelynek során az Ír-tengeren egy süllyedő teherhajóról kellett kimenteni a tengerészeket. Vilmos herceg másodpilótaként két ember megmentésében vett részt.
2012 februárjában Vilmos herceget a Falkland-szigetekre vezényelték, ahol hat hétig kutató-mentő pilótaként teljesít szolgálatot. A kiküldetés várhatóan 2012 márciusában ér véget. Mivel Vilmos herceg kiküldetésére a Falkland-szigeteki háború kitörésének 30. évfordulójához (1982. április 2.) közel került sor, az argentin kormány "provokatív cselekedetnek" minősítette azt, annak ellenére, hogy a Brit Királyi Légierő rendszeresen küld ki pilótákat hathetes küldetésekre a Falkland-szigetekre.

## Kapcsolata Kate Middletonnal
Vilmos herceg az egyetemi évei alatt bárokba járt, társasági életet élt barátaival. Ő maga azonban így fogalmazott „Nem vagyok partibolond, ahogy azt néhányan gondolnák.” Apjához hasonlóan Vilmos herceg magánélete is a bulvárspekuláció és pletyka tárgyát képezi. Kate Middleton, akivel Vilmos herceg randevúzni kezdett 2003-ban, egyike volt a herceg egyetemi hallgatótársainak. Middleton részt vett Vilmos herceg vendégeként egy parádén, ez volt az első nagy horderejű esemény, ahol együtt jelentek meg a nyilvánosság előtt. A kapcsolat olyan szoros lett, hogy a bukmékerek fogadásokat kötöttek a lehetséges királyi esküvőre, a Woolworths üzletlánc olyan emléktárgyakat készített, amiken kettejük képmásai voltak láthatók. A média olyan erős figyelemmel kísérte Vilmos herceget, hogy külön kérték a paparazzókat, hogy tartsanak távolságot. 2007 márciusában Middleton a Daily Mirrorban panaszkodott a média zaklatására. 2007 áprilisában bejelentették, hogy a pár szakított, bár júniusban Middleton részt vett egy partin a lulworth-i laktanyában, mint Vilmos herceg vendége. Júliusban a Diána hercegnőnek szervezett koncerten járt, amit Vilmos és Harry herceg szervezett. Augusztusban elkísérte nyaralni Vilmos herceget a Seychelle-szigetekre, októberben csatlakozott Károly és Harry herceghez egy vadászaton Balmoralban. 2010. október 19-én Kenyába utazott, ahol a Lewa vadvédelmi rezervátumot látogatták meg. Az utazás során az akkor 28 éves herceg megkérte Middleton kezét.

### Eljegyzés
2010. november 16-án, a Clarence House-ban Vilmos herceg bejelentette, hogy feleségül veszi Miss Catherine Middletont. November 23. után sok spekuláció született, míg végül bejelentették, hogy 2011. április 29-én lesz az esküvő a Westminsteri apátsági templomban, és ez munkaszüneti nap lesz az Egyesült Királyságban. Vilmos Diana hercegnő 18 karátos zafír eljegyzési gyűrűjét adta Middletonnak.

### Esküvő
Kate Middletonnal való esküvőjére 2011. április 29-én helyi idő szerint 11 órakor (magyar idő szerint 12 órakor) került sor a Westminsteri apátsági templomban. Az esküvőn 1900 vendég vett részt, számos sztárral és uralkodócsaládok tagjaival.
Az esküvő előtt a királynő neki adományozta a Cambridge hercege címet, amit az esküvő után Katalin is megkapott.

## Gyermekei
Feleségétől, Katalin walesi hercegnétől két fiú és egy leány:
- György (2013. július 22.–), apja, Vilmos után a második a trónöröklési sorrendben.
- Sarolta (2015. május 2.–), bátyja, György után a harmadik a trónöröklési sorrendben.
- Lajos (2018. április 23.–),[37][38] testvérei után a negyedik az öröklési rendben.

## Címe, rangja és megnevezése

### Címe és megszólítása
- 1982. június 21. – 2011. április 29.: Ő királyi fensége Vilmos walesi herceg
- 2011. április 29. – 2022. szeptember 8. : Ő királyi fensége Cambridge hercege
- 2022. szeptember 8. – : Ő királyi fensége Cornwall és Cambridge hercege
- 2022. szeptember 9. – : Ő királyi fensége Wales hercege

Vilmos herceg hivatalos címe és megnevezése (esküvője után) Ő királyi fensége Vilmos Artúr Fülöp Lajos, Cambridge hercege, Strathearn grófja, Carrickfergus bárója, A Legnemesebb Térdszalagrend Királyi Lovagja. A brit királyi család hercegi tagjaként Vilmos nem használ családnevet: a szokás szerint az uralkodó vagy királyi hercegek gyermekeinek megszólítása a keresztnév és a herceg-hercegnő cím (angolban prince vagy princess), illetve apjuk hercegségének neve, vagyis Vilmos esetében a Walesi. Az esküvő után, mivel Vilmosnak hercegi címet adományozott a királynő, ezt a megnevezési formát elhagyják.
II. Erzsébet családjában az vált a szokássá, hogy azok a gyermekek, akik saját jogukon nem viselnek nemesi címet és valamilyen okból fogva "szükségük van" családnévre, a Mountbatten-Windsor-t használják. Vilmos herceg és öccse, Henrik ebben a tekintetben kivételesek voltak, mivel katonai karrierjük során a "Wales" családnevet használták (többek között egyenruhájukon).
II. Erzsébet királynő halálát követően, ahogy Károly herceg III. Károly néven király lett, a szokás alapján Vilmos megkapta a walesi herceg címet, illetve mint az uralkodó legidősebb fia, a Cornwall és Rothesay hercege címeket is. Amikor Vilmost megkoronázzák, uralkodói neve feltehetően "V. Vilmos brit király" lesz.

### Katonai rangjai
- 2006. január - 2006. december 16.: Tisztihallgató
- 2006. december 16.: zászlós (valójában hadnagy), a Blues and Royals ezredben[42]
- 2007. december 16. - 2009. január 1. : főhadnagy, Blues and Royals[42]
- 2008. január 1. - 2009. január 1.: repülőtiszt, Brit Királyi Légierő[43]
- 2008. január 1. - 2009. január 1. : alhadnagy, Brit Királyi Haditengerészet[44]
- 2009. január 1. - : hadnagy, Brit Királyi Haditengerészet[45]
- 2009. január 1. - : százados, Blues and Royals[46]
- 2009. január 1. - : repülő főhadnagy, Brit Királyi Légierő[47]

### Kitüntetései

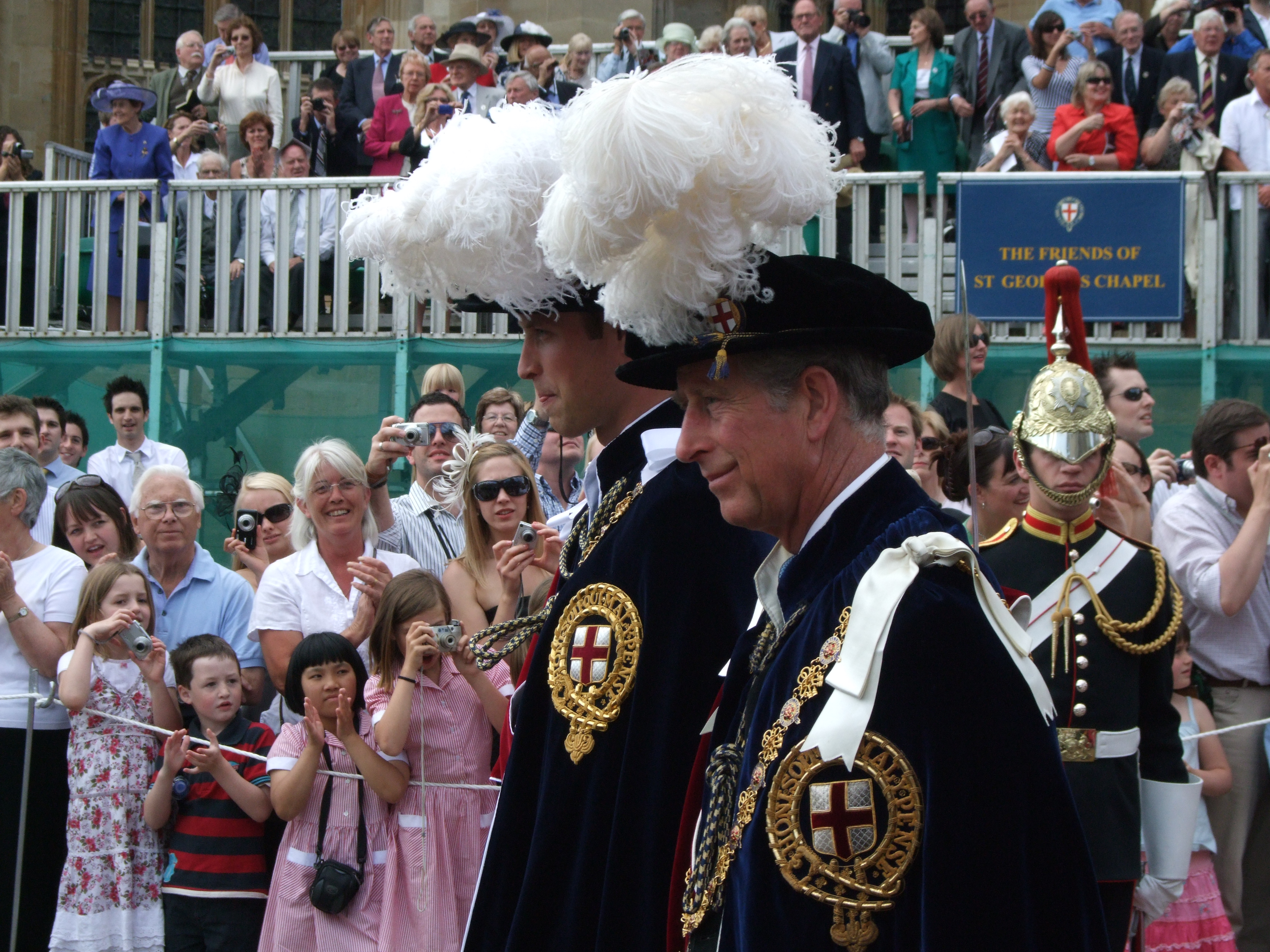
Apja kíséretében Vilmos herceg a windsori St. George's Chapel kápolna felé tart, ahol a királynő a Térdszalagrend lovagjává nevezte ki.

Kinevezései
- 2008. április 23. - : A Térdszalagrend Lovagja[48]
- 2009. július 6. - : A Nagytiszteletű Middle Temple Társaság tagja
- 2009. július 6. - : A Nagytiszteletű Middle Temple Társaság tiszteletbeli örökös tagja
- 2010. június 23 - : A Royal Society tagja[49]

Vilmos herceg a Térdszalagrend 1000-ik tagja lett, amikor a királynő 2008. április 23-án a rend lovagjává ütötte. A szertartásra a windsor kápolnájában került sor.
Kitüntetései
- 2002. február 6.: II. Erzsébet királynő Arany Jubileumi Kitüntetés
- 2012. február 6.: II. Erzsébet királynő Gyémánt Jubileumi Kitüntetés

Külföldi kitüntetések
- 2008. július 6.: Joint Service Achievement Medal[52]

#### Tiszteletbeli katonai kinevezései
Kanada
- 2009. november 10. -: kanadai Ranger[53]

 Egyesült Királyság
- 2006. augusztus 8. - : A HMNB Clyde haditengerészeti bázis főparancsnoka
- 2006. augusztus 8. - : A Brit Királyi Haditengerészet Tengeralattjáróinak főparancsnoka
- 2006. augusztus 8. - : Skócia főparancsnoka[54]
- 2008. október 3. - : A RAF Coningsby légitámaszpont tiszteletbeli parancsnoka[55]
- 2011. február 10. - : Az Irish Guards ezred tiszteletbeli ezredese[56]

## Címere

### Személyes zászlója

Vilmos herceg lobogója Angliában, Walesben és Észak-Írországban.

Vilmos herceg lobogója Skóciában

Vilmos hercegnek joga van a brit királyi lobogót használni, amelyen a címerhez hasonlóan egy háromosztatú ezüst szalag található. Strathearn grófjaként Skóciában joga van a királyi lobogó skót változatát használni, amelyet szintén egy háromosztatú szalag különböztet meg az uralkodó lobogójától.

### Személyes lobogója Kanadában

Vilmos herceg személyes lobogójának kanadai változata

Kanadai látogatása során a kormányzat egy személyes lobogót adományozott Vilmos hercegnek, amelyet csak Kanadában használhat. A lobogó a kanadai királyi címeren alapul, középső részén egy kék, kör alakú pajzs található, amelyet arany juharlevelek koszorúja vesz körül. A pajzson Vilmos herceg koronás monogramja található, és a zászlót szintén egy háromorsztatú szalag díszíti.

## Származása
Vilmos herceg férfiágon I. Elimár oldenburgi gróf leszármazottja, ezzel Európa egyik legősibb nemesi házának, az Oldenburg-ház tagja (pontosabban a Glücksburg-ház leszármazottja, amelyet Frigyes Vilmos schleswig-holstein-sonderburg-glücksburgi herceg alapított. Vilmos herceg a brit uralkodó család, a Windsor-ház tagja. Férfiágon felmenői között öt uralkodó (I. Keresztély dán király, I. Frigyes dán király, III. Keresztély dán király, IX. Keresztély dán király és I. György görög király), 11 oldenburgi gróf és 8 herceg található.
Mint minden brit uralkodó, Vilmos herceg is Hódító Vilmos király leszármazottja. Ezen kívül felmenői között található még I. Nagy Péter cár, II. Katalin orosz cárnő, I. Miklós orosz cár, I. Alfonz portugál király, II. András magyar király, Aragóniai Ferdinánd és Kasztíliai Izabella spanyol uralkodók, IV. Henrik francia király, illetve az olasz Medici és Sforza nemesi házak uralkodói.

## Fordítás
- Ez a szócikk részben vagy egészben  a   William, Prince of Wales című angol Wikipédia-szócikk fordításán alapul.  Az eredeti cikk szerkesztőit annak laptörténete sorolja fel. Ez a jelzés csupán a megfogalmazás eredetét és a szerzői jogokat jelzi, nem szolgál a cikkben szereplő információk forrásmegjelöléseként.

| Előző III. Károly | Wales hercege 2022– | Következő hivatalban |